# Cleistes strangii
Cleistes strangii é uma espécie de orquídea terrestre de folhas alternadas e flores grandes que abrem em sucessão, com raízes tuberosas delicadas, que habita Minas Gerais, no Brasil.